# Проктор, Роберт (библиограф)
Роберт Джордж Коллир Проктор (англ. Robert Proctor; 13 мая 1868, Девон, Англия — после 5 сентября 1903, Тироль, Альпы) — английский библиограф

, библиотекарь

 Британского музея (с 1893), коллекционер, специалист по инкунабулам и ранней типографике.

## Биография
В 1890 году получил степень бакалавра искусств в Колледже Корпус-Кристи (Оксфорд). Обучаясь в Оксфорде, уже был известен своей коллекции книг и интересом в области антикварных исследований, археологии и библиографии, составил каталог инкунабул и старопечатных книг в фондах библиотеки Колледжа Корпус-Кристи. Продолжил свои исследования ранней печати в Оксфорде, каталогизируя инкунабулы в Бодлианской библиотеке, Новом колледже и Брасенос-колледже.
С октября 1893 года Проктор начал работать в качестве помощника в отделе печатных книг Британского музея. Вскоре он стал экспертом по ранней типографике и начал описывать все известные европейские шрифтовые источники, использовавшиеся до 1520 года.
В августе 1903 года Р. Проктор начал одиночный пеший тур по австрийским Альпам. Он покинул долину Питцталь 5 сентября без проводника, и больше о нём никто не слышал. В декабре 1903 года суд вынес постановление, согласно которому Проктор умер 6 сентября того же года. Его друзья предположили, что он мог покончить жизнь самоубийством.

## Научная деятельность
Основной библиографический труд Р. Проктора: «Указатель первопечатных книг в Британском музее от изобретения книгопечатания до 1500 (…1501 — 20), с указанием их в Бодлеянской библиотеке» («An index to the early printed books in the British Museum: from the invention of printing to the year MD, with notes of those in the Bodleian library», pt 1 — 2, 1898—1899; Suppl. 1 — 4, 1900 — 03; pt 2… MDI — MDXX, sect. 1, 1903).
Раздел 1 часть 1 тома 1 содержал книги, напечатанные в Германии, раздел 2 — в Италии; том 2, раздел 3 — от Швейцарии до Черногории, раздел 4 — регистры, часть 2, раздел 1 — в Германии.
Р. Проктор разработал на основе сравнительного изучения и измерения шрифтов более 10 тыс. инкунабул свою систему их классификации и расположения; сначала по странам, далее по городам, в пределах их по типографиям.
Интересовался исландской литературой. В 1902—1903 годах опубликовал переводы Саги о Людях с Оружейного фьорда и Саги о людях из Лососьей долины.